# 根室港

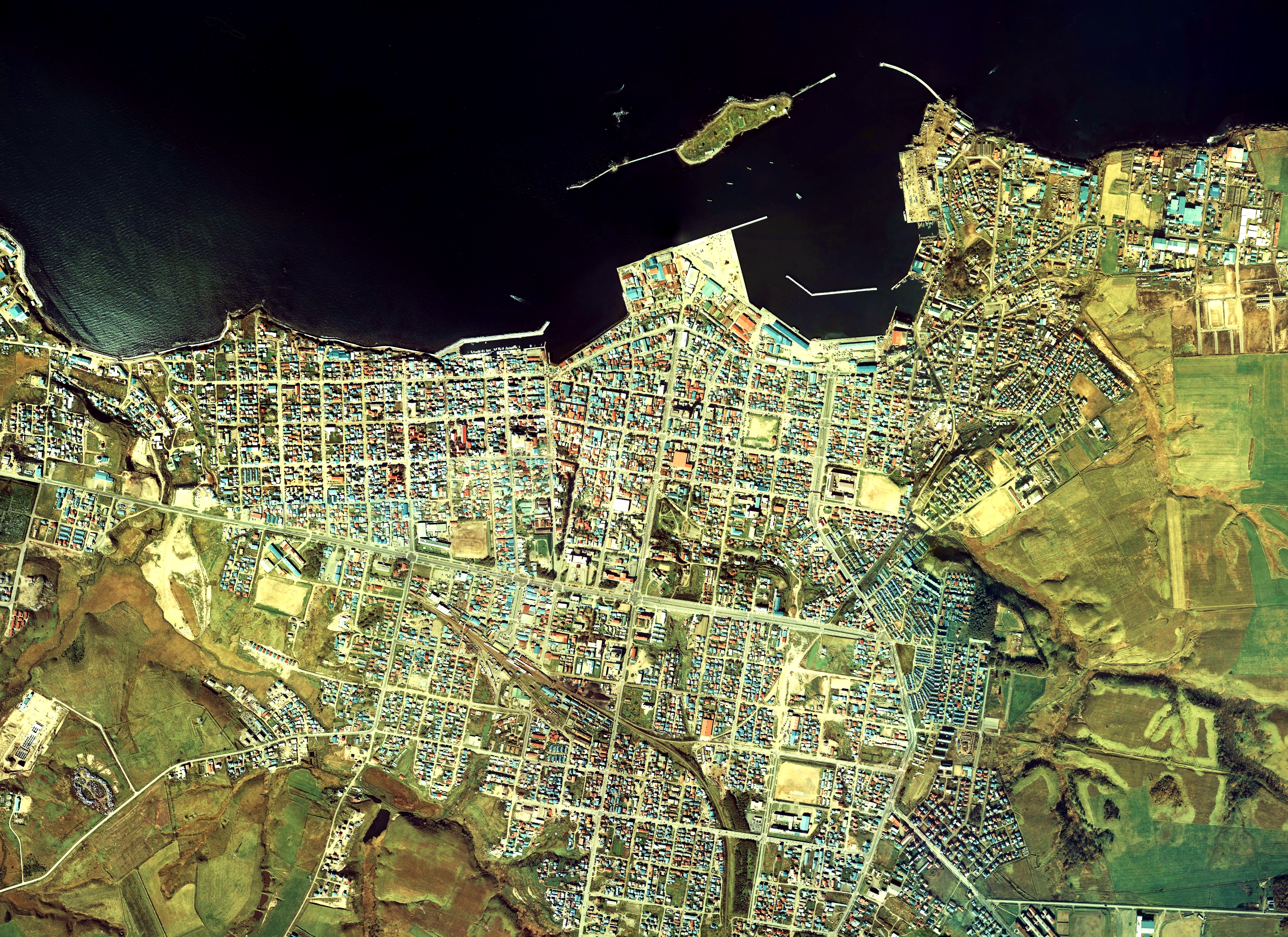
根室市中心地區和根室港區

根室港是日本北海道根室市的港口，分為位於根室半島北側面向根室灣的根室港區和位於南側面向太平洋的花咲港區兩個部分。在港灣法上根室港屬於重要港灣，在港則法上根室港則被指定為特定港。自1998年至2008年的11年間，根室港連續11年是日本秋刀魚捕獲量最多的港口，此外這裡的鱈魚捕獲量也很高。根室港還是日本和俄羅斯之間的物流據點。2010年根室港迎來了開港100週年紀念。